# Gnatostomíase
Gnatostomíase é uma doença humana causada pelo nematóide Gnathostoma hispidum e/ou Gnathostoma spinigerum e infecta vertebrados. A gnatostomíase é uma parasitose endêmica em alguns países onde há frequente consumo de peixes de água doce crus ou pouco cozidos como Tailândia, Japão, Peru e países da América Central.
Cozinhar bem os alimentos e ferver/filtrar a água previne a infecção. A popularização do consumo de peixe cru (como ceviche, sushi e sashimi) ou cozido no vapor está aumentando o número de casos no mundo.

## Causa
Os humanos são infectados pela ingestão de peixe de água doce, lagostas, rãs, caranguejos ou frango mal cozido contendo larvas de terceiro estágio; ou supostamente por beber água contendo larvas de segundo estágio infeccioso, comumente contido em crustáceos do gênero Cyclops.
O G. spinigerum é o principal agente da doença em humanos, porém outras espécies como G. hispidum, G. doloresi, G. nipponicum e G. binucleatum também podem causar Gnatostomíase. Os hospedeiros definitivos variam com a espécie e incluem porcos, cachorros e felinos.

## Sinais e sintomas
As manifestações mais comuns da infecção em seres humanos são inflamações na pele migratórias. Raramente o parasita pode se introduzir em outros tecidos, tais como o fígado ou o olho (causando em perda parcial da visão ou cegueira); ou entrando em nervos, medula espinhal, ou cérebro, resultando em dor neurogênica, paralisia, coma e morte.

## Diagnóstico
No Brasil e África, o diagnóstico é apenas clínico ou com biópsia vista em microscópio, pois exames sorológicos só estão disponíveis nos países endêmicos. Geralmente há inflamação da pele e marcada eosinofilia. 

## Tratamento
O tratamento é feito pela administração do anti-helmíntico albendazol por 21 dias ou ivermectina em dose única (com maior risco de reincidir)..